# 후부하

심실 수축기. 빨간색 화살표는 좌심실에서 대동맥까지의 경로이다. 후부하는 대동맥압에 크게 좌우된다.

후부하(영어: afterload)는 수축기(심실 수축) 동안 혈액을 배출하기 위해 심장이 작용해야 하는 압력이다. 후부하에 영향을 미치는 중요한 요인은 평균동맥압으로, 간혹 평균동맥압 그 자체를 심실 후부하(영어: ventricular afterload)라고 부르기도 한다. 대동맥압과 폐압이 증가하면 좌심실과 우심실에 각각 후부하가 증가한다. 동물의 심혈관계에 대한 지속적으로 변화하는 요구에 적응하기 위해 후부하가 변경된다.

## 같이 보기
- 심근수축력
- 세포액(cytosol)
- 세포질(cytoplasm)
- 전부하
- 수축기
- 수축기말 용적
- 일회박출량